# Непідкорений (фільм, 2009)
«Непідкорений» (англ. Invictus) — біографічна драма, заснована на житті Нельсона Мандели, відбувається під час 3-го чемпіонату світу з регбі у 1995 році. Історія заснована на книзі Джона Карліна (John Carlin) «Playing the Enemy: Nelson Mandela and the Game that Made a Nation».
Фільм вийшов в США 11 грудня 2009.
Теглайн фільму: «Його народу був потрібен лідер. Він дав їм чемпіона».

## Сюжет
Засуджений до довічного ув'язнення в тюрмі Роббен Айленд у 1964, Нельсон Мандела (Морган Фрімен) в 1990 виходить на свободу. Відразу ж після виходу з в'язниці він починає боротися проти політики апартеїда і за право темношкірої більшості в ПАР брати участь у виборах президента. В 1994 Мандела виграє президентські вибори в ПАР.
Його президентство поклало початок епохи пост-апартеїду, а сам Мандела почав вести безкомпромісну боротьбу проти бідності і злочинності. Особливо важливим для Мандели є завдання примирення усіх народів, що мешкають в країні, і перетворення південноафриканців в єдину націю. Усе це відбувалося в умовах, коли відносини між білими і чорношкірими були надзвичайно напруженими, що могло вилитися у громадянську війну.
На матчі 1994 року, між регбійними збірними ПАР (в народі відомими як «Спрінгбокс») і Англії Мандела зауважує, що темношкірі вболівають одностайно за Англію, а білі — за ПАР. ПАР програє цей матч з розгромним рахунком 13:32, і її гравці лишаються вкрай невдоволені результатом.
Мандела знає, що наступного року його країна прийме чемпіонат світу з регбі, тому він організовує зустріч з членами Спортивного комітету ПАР, де більшість становлять темношкірі, щоб домогтися від них підтримки. Пізніше президент зустрічається з капітаном збірної ПАР Франсуа Пієнааром. Він ділиться з капітаном своєю впевненість в тому, що перемога «Спрінгбокс» на чемпіонаті світу зможе об'єднати і надихнути націю. Наприкінці розмови Мандела дає Пієнаару листок з текстом вірша «Нескорений» авторства англійського поета Вільяма Ернеста Хенлі.
Франсуа і його друзі по збірній починають наполегливі тренування, попри те, що білі і темношкірі вкрай сумніваються, що регбі зможе об'єднати народ, який був безнадійно розколотий через століття колоніазму. Для темношкірих «Спрінгбокс» завжи був і є символом переваги європейців, однак Мандела і Пієнаар мали зовсім іншу думку.
Фактичним провідником політики президента в межах збірної стає Франсуа Пієнаар, який домагається підтримки від темношкірих фанатів і заводить серед них нових друзів. У матчі-відкритті проти Австралії –  діючих чемпіонів світу — південноафриканці здобувають вкрай важливу перемогу і завойовують довіру темношкірого населення. Після цього слідувала і перемога в чвертьфіналі над збірною Самоа. До того моменту вже вся країна — велика сім'я Мандели — одностайно вболіває за свою команду, і, що символічно, між білими і темнношкірими охоронцями президента нарешті формується взаємна довіра і повага. Поки Мандела веде переговори з делегацією з Тайваню, збірна ПАР в несприятливу дощову погоду перемагає збірну Франції в півфіналі і виходить у фінал, чекаючи результату матчу Нова Зеландія — Англія.
Згодом гравці, тренери та сам Мандела дізнаються про перемогу Нової Зеландії і переглядають матч в очікуванні поєдинку двох найсильніших на той момент збірних світу. Перед вирішальним матчем «Спрінгбокс» прибувають на острів Роббен, де Мандела провів перші 18 з 27 років ув'язнення. Пієнаар згадує вірш «Нескорений» і надихається прикладом президента, який провів 30 років в комірчині і в результаті зумів пробачити тих, хто його туди посадив.
Перед фіналом Мандела, який перед вступом на посаду вивчив особисті справи всіх своїх підлеглих, вже вивчив усіх гравців збірної і на одній з них тренувань називає всіх по іменах безпомилково. Вся країна налаштовується на вирішальний матч: на стадіоні «Елліс Парк» в Йоганнесбурзі Пієнаар закликає команду боротися до кінця, команду підтримують і білі, і темношкірі (хтось дивиться матч по телевізору, хтось слухає по радіо, а хтось присутній на трибунах). Всього один раз охорона Мандели прийшла в занепокоєння, коли прямо над стадіоном на гранично малій висоті пролітає літак, пілот якого бере на себе відповідальність за такий трюк. Тільки в останній момент вони розуміють, що це була демонстрація патріотизму — на крилах літака було написано побажання успіху збірної «Удачі, Бокк».
Нельсон Мандела прибуває на стадіон в футболці Пієнаара під номером 6 і бейсболці збірної ПАР, вітаючи всіх гравців-учасників, в тому числі і головну новозеландську зірку — Джона Лому. У фінальному матчі основний час завершується внічию 9:9 — очки командам приносять новозеландець Ендрю Мертенс і Джоель Странськи. У додатковий час у вирішальний момент за рахунку 12:12 Джоель Странськи випускає з рук м'яч і відразу пробиває, прагнучи забити дроп-гол. Це йому і вдається за лічені секунди до кінця матчу. Суддя фіксує перемогу ПАР з рахунком 15:12, і вся країна святкує несподівану перемогу. Франсуа Пієнаар отримує кубок чемпіонів світу (кубок Вільяма Вебба Елліса) з рук Нельсона Мандели і дякує йому за ті зусилля, які він доклав заради їхньої рідної країни. Наприкінці матчу автомобіль Мандели їде по вулиці, по якій гуляють, радіючи, південноафриканці, яких об'єднала в єдину націю гра.

## Огляд фільму
Картина «Непідкорений» не є фільмом про регбі чи автобіографічним фільмом про Нельсона Манделу, як може здатися на перший погляд. Певною мірою це є біографія президента ПАР, але основна увага фільму приділяється його ідеї натхнення країною, яка тонула в злочинності, насильстві та бідності, дарування надії через національну команду з регбі.
«Непідкорений» — фільм про організацію нації на шляху до успіху. Мандела вдався до мудрого політичного кроку, давши людям натхнення для того, щоб творити зміни та дарувати добро. Національна команда з регбі є метафорою того, з чим Мандела зіштовхувався після вступу на президентство — з поділеною нацією. У суспільстві панував величезний розкол між ворогуючими групами, подолати який було життєво необхідною задачею для нового президента.
Мандела зосередився на відродженні національної команди з регбі та перетворив її на символ нової об'єднаної нації. Франсуа Пієнаар своєю чергою є каталізатором, який змушує цю історію працювати. Через цю фантастичну картину, ми можемо бачити його моральний перехід від безвиході до надії, що відчували на той час багато білих південноафриканців.
На початку 90-х років ХХ століття в ПАР був ліквідований режим апартеїду і в країні відбулися вільні вибори, перемогу на яких здобув темношкірий правозахисник Нельсон Мандела. З ПАР були зняті міжнародні санкції і країна змогла взяти участь на чемпіонаті світу з регбі, пропустивши до цього два попередніх. Більше того, Міжнародна рада регбі довірила ПАР провести цей чемпіонат світу 1995 року. Вперше в історії всі ігри чемпіонату були проведені в одній країні.
Яскраво описують тогочасну ситуацію перші картини фільму. Темношкіре населення переживає неабияку радість і перебуває в ейфорії, адже здійснилося те, чого вони прагнули понад усе не одне століття — вони стають вільними у своїй країні, президентом стає їхній національний герой, який вже є національною легендою. У цей час біле населення надзвичайно розгублене і налякане: вони усвідомлюють, що їхнє панування закінчується, вони боязко очікують репресій, помсти.
«Я не можу забути, але я можу пробачити». Ось один з найголовніших принципів Мандели. На його переконання поставити країну на ноги можливо лише спільними зусиллями, а чвари та ворожнеча тільки заважатимуть цьому процесу. Саме об'єднанню народу у єдину націю він віддав левову частину своєї праці, намагаючись попри усі перешкоди домогтися миру в країні. «Для того, щоб розбудувати нашу націю, ми маємо стрибнути вище голови», — у цьому був переконаний Мандела, і ніяка помста чи переслідування точно б не допомогли.
Фільм переповнений всілякими картинами, які дуже вдало спроєктовують на глядача тогочасні настрої та позиції різних членів суспільства. Одна з найяскравіших — стосунки між охоронцями президента, між якими панувала взаємна недовіра. Впродовж всього фільму вони взаємодіють один з одним переслідуючи єдину мету — виконати свою задачу та захистити президента. У багатьох ситуаціях вони не погоджуються з діями один одного, оскільки вважають, що потрібно діяти інакше, однак ближче до кінця фільму спільна справа все ж об'єднує принципових суперників і вони приймають один одного, навіть починають товаришувати. Чудова метафора, хіба ні?
Команда-андердог, яка має мрію стати чемпіоном світу, але програє всім. Ніхто в неї не вірить, навіть власні вболівальники. Команда збирає всі свої сили, наполегливо тренується, буквально вмирає на полі та виграє омріяний титул. Досить банальна історія для фільму. Але цього аж ніяк не можна сказати про картину «Непідкорений», тому що це не філь — це реальна історія. Чудова річ у цьому фільмі — його зворушливість на всіх рівнях. Це виходить за рамки просто розповіді про одного чоловіка чи групу чоловіків. Тут втілено справжню історію про становлення Південно-Африканської Республіки та об'єднання її нації.
Перемога «Спрінгбокс» на чемпіонаті світу — це перемога Нельсона Мандели. Нехай він не вивів ПАР на передові позиції у світі за економічними показниками, хай він не став найкращим президентом і не реалізував багато з того, що так хотів реалізувати, але він зробив дещо більше. Після падіння апартеїду населення ПАР не відчуло свободи: порядки в країні лишилися такі ж як і раніше, темношкіре населення потерпало у злиднях, ненавидячи білих, які сидять ситі та щасливі у своїх великих будинках. Здавалося, потрібно чудо аби дати народу вдихнути свободу та рівність на повні груди. Мандела ж зумів зробити, здавалося, неможливе — завдяки йому ПАР стала не країною колонізаторів та колонізованих, а країною єдиної нації, яка об'єдналася заради свого майбутнього.
Один із очевидців згадує тогочасні події, що покладені в основу фільму: «Я спостерігав за чемпіонатом світу з регбі 1995 року і бачив, як Мадіба виходить у майці „Спрінгбокс“. Це було дивовижне видовище. І коли Джоель Странський заробив очки на останніх секундах, і Бокс переміг, я плакав і підбадьорився разом з усіма іншими. Після матчу мільйони південноафриканці усіх рас святкували. Це був дивовижний час. Це було народження „Веселкової нації“. Нельсон Мандела — найбільший і найулюбленіший з усіх південноафриканців. Людина — жива легенда, але така людяна і реальна. Будучи президентом, він покладав надію всім південноафриканцям, білим і чорним. Ми, в моїй країні, ніколи не перестанемо любити цього неймовірного чоловіка».

## У ролях
- Морган Фрімен — Нельсон Мандела
- Метт Деймон — Francois Pienaar
- Ленглі Кірквуд
- Грант Робертс
- Патрік Волтон-мол.
- Скотт Іствуд

## Нагороди та номінації
Academy Awards (Оскар)
- Best Actor — Морган Фрімен (номінація)
- Best Supporting Actor — Метт Деймон (номінація)